# Labinci
Labinci su naselje u Republici Hrvatskoj, u sastavu općine Kaštelir-Labinci, Istarska županija. 

## Stanovništvo
Prema popisu stanovništva iz 2001. godine, naselje je imalo 269 stanovnika te 97 obiteljskih kućanstava.

Prema popisu stanovništva 2011. godine naselje je imalo 294 stanovnika.
| broj stanovnika | 292   | 322   | 355   | 438   | 598   | 718   | 635   | 639   | 539   | 416   | 343   | 241   | 218   | 249   | 269   | 294   | 315   |
|                 | 1857. | 1869. | 1880. | 1890. | 1900. | 1910. | 1921. | 1931. | 1948. | 1953. | 1961. | 1971. | 1981. | 1991. | 2001. | 2011. | 2021. |

## Vanjske poveznice
- O Labincima  Arhivirana inačica izvorne stranice od 6. srpnja 2010. (Wayback Machine)